# Brahmadev
Brahmadev (en népalais : ब्रह्मदेव) est un comité de développement villageois du Népal situé dans le district de Darchula. Au recensement de 2011, il comptait 1 752 habitants.